# Xanthorhoe homalocyma
Xanthorhoe homalocyma är en fjärilsart som beskrevs av Edward Meyrick 1902. Xanthorhoe homalocyma ingår i släktet Xanthorhoe och familjen mätare. Inga underarter finns listade i Catalogue of Life.